# Noah Hickey
Noah Hickey (Auckland, 9 giugno 1978) è un ex calciatore neozelandese, di ruolo centrocampista.

## Palmarès

### Club

#### Competizioni nazionali
- Campionato neozelandese: 1

Central Utd: 1999
- Chatham Cup: 2

Central Utd: 1997, 1998
- Campionato finlandese: 1

Tampere Utd: 2001